# Chinois, encore un effort pour être révolutionnaires !
Pour plus de détails, voir Fiche technique et Distribution.
Chinois, encore un effort pour être révolutionnaires ! est un documentaire réalisé par Ji Qing-ming, René Viénet et Al Perreault, sorti en 1977. Le film évoque, à travers des documents de l'époque, la Révolution culturelle et soutient que la bande des Quatre était composée de cinq membres, associant Mao Zedong à celle-ci.

## Synopsis et analyses
Le titre est inspiré de celui de Sade, Français, encore un effort pour être républicains. Le film retrace, à travers des documents d'époque, l’histoire de la Révolution culturelle et sa genèse, les circonstances de la disparition de Lin Biao, les manifestations populaires du 5 avril 1976 contre la bande des Quatre, et l’arrestation de Jiang Qing, la femme de Mao Zedong, après la mort de ce dernier. Le film soutient qu'ils étaient cinq dans la Bande des Quatre, associant Mao à celle-ci.
Les images documentaires sont pour la très grande majorité des images officielles du département de propagande et de  différents services cinématographiques du régime communiste, un « décryptage en images de la propagande maoïste » pour Guy Sorman. Des scènes extraites de films de kung-fu et de karaté ponctuent le film, comme métaphore des luttes pour le pouvoir qui déchirent les dirigeants chinois. La recherche et le montage des images, fruit d'une équipe de sinologues et chercheurs, ont pris plusieurs années.
Le film est dédié à Li Yizhe et à Tseng Jui-hsiang, exécuté en 1965. C'est autour du texte de Li Yizhe, À propos de la démocratie et de la légalité sous le socialisme, qu'est organisé le commentaire.
Chinois, encore un effort pour être révolutionnaires ! a été présenté à la Quinzaine des réalisateurs à Cannes en 1977. Le réalisateur René Viénet indique : 

« Ce “film d’avant-garde violent” eut peu de succès, il était difficile à l'époque de remettre en cause l'aura de Mao Zedong en France. »

Simon Leys mentionne l'intervention, dans les deux cinémas qui projettent le film, de perturbateurs du « social-fascisme à caractère féodal » au moment précis de la projection des manifestations d'avril 1976 où le peuple chinois décida « d'enterrer le Grandiose Timonier avant même qu'il ait rendu l'âme, voilà ce que nos bien-pensants ne sauraient accepter… »

## Fiche technique
- Titre original : Chinois, encore un effort pour être révolutionnaires !
- Réalisation : Ji Qing-ming, René Viénet, Al Perreault[1]
- Scénario : René Viénet
- Montage : Noun Serra et Monique Clementi
- Sociétés de production : Films des Isles
- Pays d'origine :  France
- Langues originales : français et chinois
- Format : noir et blanc / couleur – 35 mm
- Genre : documentaire
- Durée : 120 minutes
- Date de sortie : 1977

Une des voix du documentaire est celle du sinologue Jacques Pimpaneau (René Viénet fut un de ses élèves). Un des assistants réalisateurs est le futur journaliste Francis Deron (1952-2009), sous le pseudonyme d'Al Perreault. Celui-ci, qui pratiquait la langue chinoise, sera ultérieurement correspondant à Pékin de l'AFP puis du quotidien Le Monde.

## Accueil critique
Le sinologue Simon Leys indique :

« Le film nous restitue dans leurs débordements les plus extravagants les liturgies hystériques et les thaumaturgies médiévales du culte de Mao […] ces images de la dégradation de l'intelligence qui sont celles mêmes de la propagande officielle de l'époque. »